# Louhan (rivière)
Pour l’article ayant un titre homophone, voir Louhans.
La rivière Louhan (en ukrainien et en russe : Лугань) est un cours d'eau d'Ukraine et un affluent droit du Donets, dans le bassin hydrographique du Don.
La Louhan est longue de 198 km et draine un bassin de 3 740 km2. Son débit moyen est de 14 m3/s à 130 km en amont de son point de confluence avec le Donets. La Louhan arrose les oblasts de Donetsk et de Louhansk. Elle prend sa source au nord de la ville de Horlivka et se jette dans la Siverskiï Donets au nord-est de Louhansk, près de Stanytsia Louhanska. Elle est généralement gelée de décembre à mars.
La Louhan arrose les villes de Pervomaïsk, Holoubivka, Zymohiria, Oleksandrivsk, Svitlodarsk et Louhansk.

## Source
- (ru) Grande Encyclopédie soviétique